# مونيكا ميجاوا
مونيكا ميجاوا (بالبولندية: Monika Migała) مواليد 1 مايو 1987 في بولندا، هي لاعبة كرة يد بولندية تلعب كجناح أيمن. مثلت منتخب بولندا لكرة اليد للسيدات.

## سجل المنافسة
شاركت في البطولات التالية:
- بطولة العالم لكرة اليد للسيدات 2013